# Oecetis struckii
Oecetis struckii là một loài Trichoptera trong họ Leptoceridae. Chúng phân bố ở miền Cổ bắc.